# Białobrzegi (powiat sokołowski)
Białobrzegi – wieś w Polsce położona w województwie mazowieckim, w powiecie sokołowskim, w gminie Sterdyń. Ma status sołectwa. Leży nad Cetynią dopływem Bugu.
W latach 1975–1998 miejscowość należała administracyjnie do województwa siedleckiego.
Mieszkańcy wyznania rzymskokatolickiego należą do parafii św. Anny w Sterdyni.

## Historia
Miejscowość założona nad lewym brzegiem Buga, na niewielkim wzniesieniu, naprzeciw ujścia Nurca.
W roku 1827 w Białobrzegach 29 domów i 238. mieszkańców. Pod koniec XIX w. wieś w Powiecie sokołowskim, gmina Sterdyń, parafia Sokołów. Mieszkańców 306.
W 1921 r. naliczono tu 45 budynków z przeznaczeniem mieszkalnym i 2 inne zamieszkałe oraz 381. mieszkańców (200. mężczyzn i 181 kobiet). Wszyscy zgłosili narodowość polską.